# Manuel Alberto Claro
Manuel Alberto Claro (født 3. april 1970 i Santiago de Chile, Chile) er en dansk filmfotograf.

## Filmografi
- The House That Jack Built (2018)
- The Untamed (2016)
- Ditte & Louise - Sæson 2 (2016)
- Ditte & Louise - Sæson 1 (2015)
- Comeback (2015)
- Nymphomaniac Director's Cut (2014)
- Våbensmuglingen (2014)
- Jeg taler til jer - John Kørners verden (2013)
- Spies og Glistrup (2013)
- Nymphomaniac (2013)
- Melancholia (2011)
- Frit fald (2011)
- Kill (2011)
- Jeg er min egen Dolly Parton (2011)
- Blues for Montmartre (2011)
- Det gode liv (2011)
- Beast (2011)
- Alting bliver godt igen (2010)
- Limbo (2010)
- Videocracy (2010)
- Empire North (2010)
- Velsignelsen (2009)
- Stages (2009)
- Alt er relativt (2008)
- Tempelriddernes skat III (2008)
- Kandidaten (2008)
- Fremkaldt (2008)
- Tempelriddernes skat II (2007)
- Snart kommer tiden (2006)
- Liv (2006)
- Ringen (2006)
- Mit Danmark - film nr. 4 (2006)
- Retshjælpen (2006)
- Marilyn Mazur - queen of percussion (2006)
- Allegro (2005)
- Voksne mennesker (2005)
- Tid til forandring (2004)
- Min far er bokser (2004)
- Slikevejen (2004)
- Min morfars morder - en film om tilgivelse (2004)
- Bagland (2003)
- Små skred (2003)
- Zakka West (2003)
- Reconstruction (2003)
- Lille far (2003)
- Svend Åge Madsen - at fortælle menneskene (2002)
- Dykkerdrengen (2002)
- 3017-3047 - Fra en samling af numser (2002)
- Araki - The Killing of a Japanese Photographer (2002)
- John og Mia (2002)
- mk (2001)
- Efterladt (2001)
- Hr. Boe & Co.'s Anxiety (2001)
- Når lysterne tændes (2001)